# Langenthal (Berg bei Neumarkt in der Oberpfalz)
Langenthal ist ein Gemeindeteil der Gemeinde Berg bei Neumarkt in der Oberpfalz im Landkreis Neumarkt in der Oberpfalz in Bayern.

## Geografie
Das langgestreckte Dorf liegt im Oberpfälzer Jura auf circa 440 m ü. NHN ca. 4 km nordöstlich des Gemeindesitzes am rechten Uferhang des Sindelbachs.

## Geschichte
In Langenthal war das Kloster Kastl begütert. 1467 kaufte das Kloster Gnadenberg in Langenthal den Hof von Hans Pünner. Im Dreißigjährigen Krieg herrschte große Not; so meldete 1639 das pfälzische Amt Haimburg für Langenthal an die Amberger Regierung nur vier Haushalte, die noch als belegungsfähig für Truppen gelten konnten. Gegen Ende des Alten Reiches, um 1800, bestand das Dorf  aus 21 Untertanen. 16 gehörten dem pfälzischen Kastenamt Haimburg, zwei, darunter die Mühle, dem Kloster Kastl und einer dem Klosterrichteramt Gnadenberg. Die Hochgerichtsbarkeit und die Niedergerichtsbarkeit übte das Pflegamt Haimburg aus, das zuletzt in Personalunion mit dem Pflegamt Pfaffenhofen geführt wurde.
Im Königreich Bayern (1806) gehörte Langenthal zum Steuerdistrikt Sindlbach. Bei der Gemeindebildung um 1810/20 wurde das Dorf der Ruralgemeinde Sindlbach zugewiesen. Diese war dem Landgericht Kastl im Bezirksamt Velburg unterstellt. Im Zuge der Gebietsreform in Bayern wurde Sindlbach und damit auch Langenthal am 1. Mai 1978 nach Berg eingemeindet. Die Einwohnerzahl lag im 19. Jahrhundert bei etwa 150 und stieg nach dem Zweiten Weltkrieg auf circa 200 an, um zum Jahresende 2015 bei 218 zu liegen (108 männlich, 110 weiblich).
Die Katholiken Langenthals gehören zur Pfarrei Sindlbach, die evangelischen Christen zur Kirchengemeinde Eismannsberg. Durch Langenthal führt der Oberpfälzer Jakobsweg; von Kastl aus sind 20,5 km zu gehen.

### Einwohnerentwicklung
- 1830: 150 (26 Häuser)[8]
- 1836: 176 (27 Häuser)[9]
- 1871: 155 (74 Gebäude; Viehbestand (1873): 12 Pferde. 89 Stück Rindvieh)[10]
- 1900: 141 (33 Wohngebäude)[11]
- 1937: 147 (140 Katholiken, 6 Protestanten, 1 Sonstiger)[12]
- 1950: 216 (39 Wohngebäude)[13]
- 1961: 215 (37 Wohngebäude)[14]
- 1970: 198[15]
- 1987: 195 (56 Wohngebäude, 65 Wohnungen)[16]
- 2015: 218[7]

### Mühle
Die Mühle war eine Getreidemühle, angetrieben von einem oberschlächtigen Mühlrad. Um 1850 kam eine Säge hinzu, angetrieben von einem weiteren Wasserrad. Seit 1948 ersetzte eine Turbine die Wasserräder. 1966 wurde der Mahlbetrieb eingestellt, der Sägebetrieb dagegen bald ausgebaut. Daneben wird Landwirtschaft betrieben. Das Mühlengebäude aus dem 18. Jahrhundert wurde im Jahr 2001 abgebrochen, das Mahlwerk kam nach Gnadenberg in das dortige Mühlenmuseum.

## Persönlichkeiten
- Rudolf Rösermüller (* 1892 in München; † 1957 in Deining/Opf.), ca. 1933–1950 in Langenthal lebend, Schriftsteller und Kunstmaler[18]

## Verkehrsanbindung
Langenthal ist östlich von Sindlbach über die Kreisstraße NM 8 zu erreichen, die weiter nach Litzlohe führt. Durch Langenthal führt der Schweppermann-Radweg, der Neumarkt mit dem Landkreis Amberg-Sulzbach verbindet.